# Heino Büse
Heino Büse   (5 de desembre de 1944) és un empresari i antic pilot d'enduro alemany.

## Carrera esportiva
Heino Büse va començar a conduir motocicletes a finals de la dècada del 1950. Va disputar la seva primera cursa com a amateur el 1962 amb una Kreidler refrigerada per aire de 50 cc. Després d'un aprenentatge de mecànic d'automòbils va fer el servei militar a la Bundeswehr. Un cop integrat a files va competir amb èxit en alguna prova del campionat d'enduro com a membre de l'equip de la Bundeswehr i, juntament amb Burchard Lenz i Rupprecht Lammerts, va guanyar el campionat d'Alemanya per equips de club el 1966.
El 1967, Maico li va proporcionar una moto de 125 cc amb la qual va competir a la Copa d'Europa (la competició precursora del Campionat d'Europa) i en curses de motocròs. Durant els tres anys següents va pilotar motocicletes Maico i Neckermann-Jawa a la cilindrada dels 250 cc i el 1971 va tornar a la dels 125 cc. A partir de la temporada de 1973 Büse va formar part de l'equip de KTM, amb el qual va guanyar el campionat d'Alemanya d'enduro en 500 cc els anys 1975 i 1976.
El 1977 va fitxar per Hercules i de seguida va guanyar el campionat d'Alemanya de la categoria de 350 cc. A finals de 1978, Hercules es va retirar de l'enduro per tal de centrar-se en el Campionat del Món de motocròs (en aquest cas, sota la marca Sachs). Més o menys al mateix temps, Büse va acceptar l'oferta de Maico per a disputar la categoria de 750 cc al Campionat d'Europa d'enduro, categoria que va guanyar els anys 1979 i 1980. Amb aquella grossa Maico va guanyar també la seva categoria als Sis Dies Internacionals de 1979, celebrats a Neunkirchen, Alemanya. A més, va ser campió d'Alemanya en 250 cc el 1979 i en 350 cc el 1980. El 1982 va tornar a ser campió d'Alemanya en la categoria de 500 cc.
Heino Büse va debutar als Sis Dies Internacionals el 1966, a Villingsberg, Suècia, com a membre de l'equip alemany Panzertruppenschule i, amb aquest equip, va guanyar immediatament la competició per equips de club. A l'edició de 1968, a San Pellegrino Terme, Itàlia, va formar part per primera vegada de l'equip B de la selecció de la RFA per al Vas d'argent. Formant part de l'equip, Büse va obtenir el vuitè lloc a la classificació general del vas aquell any, el tretzè als ISDT de 1971, el cinquè als de 1972 i el segon als de 1976. Entre els anys 1979 i 1982 va formar part de la selecció de la RFA per al Trofeu, amb el resultat de dos segons llocs i dos de sisens.

## Retirada
Un cop acabada la temporada de 1982, Heino Büse es va retirar definitivament de la competició. El 1984 va fundar l'empresa Heino Büse MX Import GmbH, dedicada inicialment a la importació d'accessoris d'enduro, roba i peces de plàstic del fabricant Acerbis. Va treballar com a soldat professional a la Bundeswehr fins al 1992 i després es va dedicar a temps complet a la seva empresa i la va convertir en un dels proveïdors de roba i accessoris de motocicletes més grans d'Europa. La seu central és a Roetgen, al districte d'Aquisgrà.

## Palmarès
- 2 Campionats d'Europa de 750 cc (1979-1980)
- 7 Campionats d'Alemanya:
  - 1 Campionat d'Alemanya per equips de clubs (1966)
  - 3 Campionats d'Alemanya de 500 cc (1975-1976, 1982)
  - 2 Campionats d'Alemanya de 350 cc (1977, 1980)
  - 1 Campionat d'Alemanya de 250 cc (1979)
- 2 Victòries als ISDT:
  - 1 Victòria per equips de club (1966)
  - 1 Victòria de classe en 750 cc (1979)